# Aline Kominsky-Crumb
Aline Goldsmith, conocida como Aline Kominsky-Crumb (Long Island, 1 de agosto de 1948-Francia, 29 de noviembre de 2022), fue una historietista y pintora estadounidense.

## Biografía
Aline Goldsmith nació el 1 de agosto de 1948 en el seno de una familia judía en el área de Five Towns, en Long Island, Nueva York. Su padre fue un hombre de negocios de poco éxito, con contactos en la mafia. Durante su adolescencia, descubrió las drogas y la contracultura, y fue la groupie de músicos contraculturales de Nueva York como The Fugs. Durante sus años universitarios se mudó a East Village y empezó sus estudios de arte en The Cooper Union.
En 1968 se casó con Carl Kominsky, con quien se trasladó a Tucson, en Arizona. Su matrimonio no duró mucho. Sin embargo, mantuvo el apellido Kominsky después de su divorcio. 
En 1970, participó en la creación del cómic underground Wimmen's Comix con otras artistas feministas como Lee Marrs y Trina Robbins. Durante esa época, asistió a la Universidad de Arizona, graduándose en Bellas Artes en 1971. Ken Weaver, exbatería de los Fugs, estaba viviendo en Tucson por entonces y presentó a Aline a Spain Rodríguez y a Kim Deitch. Estos le dieron a conocer el cómic underground, lo que la inspiró a escribir sus propios cómics y mudarse a San Francisco.
En 1972, poco después de llegar a San Francisco, Aline conoció a Robert Crumb a través de unos amigos en común que habían notado un sorprendente parecido entre ella y el personaje de Crumb, de nombre similar, Honeybunch Kaminsky. La relación entre Aline y Robert se consolidó rápidamente y pronto empezaron a vivir juntos. Aline también empezó a relacionarse con el colectivo de Wimmen’s Comix, y participó en los primeros números de la serie. 
En 1976, creó con Diane Noomin el cómic underground Twisted Sisters después de que ambas sufrieran un desencuentro con Trina Robbins y otros miembros del colectivo. Kominsky-Crumb afirmaría más tarde que su ruptura con el grupo de Wimmen’s Comix tuvo que ver en gran parte con cuestiones feministas y, más específicamente, con su relación con Robert Crumb, quien no era del agrado de Robbins.
Aline y Robert Crumb se casaron en 1978. Su hija Sophie nació en 1981. Desde finales de los años 70, el matrimonio colaboró en una serie de cómics llamada Dirty Laundry (también conocida como Aline & Bob’s Dirty Laundry) en la que hablaban de su vida en familia y donde cada uno dibujaba a sus propios personajes. La propia Sophie Crumb empezó a participar en entregas posteriores de la serie. 
Durante varios años a partir de los 80, Aline fue la editora de Weirdo, una destacada antología de cómic alternativo, tomando el relevo de Peter Bagge, quien a su vez lo había tomado de su editor original, Robert Crumb. En 1994, Aline apareció en varias escenas de Crumb, el documental de Terry Zwigoff sobre la familia de Robert Crumb.
Además de su carrera como historietista, Kominsky-Crumb se dedicó a la pintura. Desde su traslado a Francia en 1991, se centró más en pintar que en producir cómics. En febrero de 2007, publicó sus memorias, cuyo título es Need More Love: A Graphic Memoir, una recopilación de sus cómics y pinturas junto con fotografías y escritos autobiográficos.
La página web ComicsAlliance clasificó a Aline Kominsky-Crumb como una de las doce mujeres historietistas merecedoras de reconocimiento por su trayectoria profesional. 

## Estilo
El estilo de Aline Kominsky-Crumb se reconoce por su rasgo vivo y su escaso interés por los detalles, lo que no perjudica a su fina observación de la realidad, elemento que traslada a sus cómics, en su mayoría autobiográficos.

#### Obra
- The Bunch's Power Pak Comics (Kitchen Sink Press, 1979–81)
- Love That Bunch (Fantagraphics, 1990) (ISBN 1560970170) (Reeditado por Drawn and Quarterly en 2018)
- Need More Love: A Graphic Memoir (MQ Publications, 2007) (ISBN 1846011337)

#### Antologías
- Twisted Sisters: A Collection of Bad Girl Art (Penguin, 1991) (ISBN 0140153772)
- The Complete Dirty Laundry Comics (Last Gasp, 1993) (ISBN 0867193794)
- Twisted Sisters 2: Drawing the Line (Kitchen Sink Press, 1994) (ISBN 0878163441)
- Drawn Together: The Collected Works of R. and A. Crumb (Norton, 2012) (ISBN 087140429X) (En España, publicado en la editorial La Cúpula con el título ¡Háblame de amor!)

#### Colaboraciones
- Wimmen's Comix #1, 2, #4 (1972–1974)
- El Perfecto (1973) – colaboradora y editora
- Manhunt (1973–1974)
- Dirty Laundry Comics #1, 2 (1974–1977)
- Arcade (1975–1976)
- Twisted Sisters (Last Gasp, 1976)
- Lemme Outta Here (The Print Mint, 1978)
- Best Buy Comics (Apex Novelties / Last Gasp, 1979–88)
- Weirdo (Last Gasp, 1986–1993) – colaboradora y editora
- Real Stuff #6 (Fantagraphics, 1992)
- Twisted Sisters #4 (Kitchen Sink Press, 1994)
- Self-Loathing Comics #1 & 2 (Fantagraphics, 1995–97)